# Monodora myristica
Espèce
Synonymes
- Annona myristica Gaertn.[1] [2]
- Monodora borealis Scott-Elliot[1]
- Monodora claessensii De Wild.[1]
- Monodora grandiflora Benth.[1]

Monodora myristica (Gaertn.) Dunal est une espèce de plantes à fleurs de la famille des Annonaceae. C'est un arbre présent dans les forêts tropicales humides d'Afrique de l'Ouest. On l'appelle aussi « Faux muscadier », « Muscadier du Gabon » ou encore « Muscade calebasse ».

## Description
Cet arbre peut atteindre jusqu'à 35 m de hauteur et 2 m de diamètre. Ses branches sont étalées horizontalement, son feuillage est dense et son écorce de couleur grise.
Les feuilles, caduques et de forme elliptique peuvent mesurer jusqu'à 45 cm de long et 20 cm de large. Elles sont rougeâtres à violettes lors de leur apparition avant de prendre une couleur verte légèrement bleutée.
Les fleurs, semblables à des orchidées, sont pendantes et parfumées. Les sépales sont tachetées de rouge. La corolle est formée de six pétales frisés. Les trois pétales intérieurs sont presque triangulaires et forment un cône jaunâtre marbré de rouge à l’extérieur et vert à l’intérieur.
Ces caractéristiques font de Monodora myristica un arbre ornemental exceptionnel.
Les fruits, sphériques et de couleur verte peuvent atteindre 15 cm de diamètre. La pulpe épaisse et blanchâtre renferme un grand nombre de graines brun clair d'environ 1,5 cm de long.

## Reproduction
La dissémination de ses graines est facilitée par les éléphants, celles-ci étant capables de germer dans les excréments d'éléphant.

## Répartition
Son aire de répartition s'étend sur toute l'Afrique tropicale, de la Sierra Léone à l'Angola et à l'Ouganda . Il a été introduit en Jamaïque ainsi qu'à d'autres endroits des Caraïbes  au XVIIIe siècle.

## Utilité

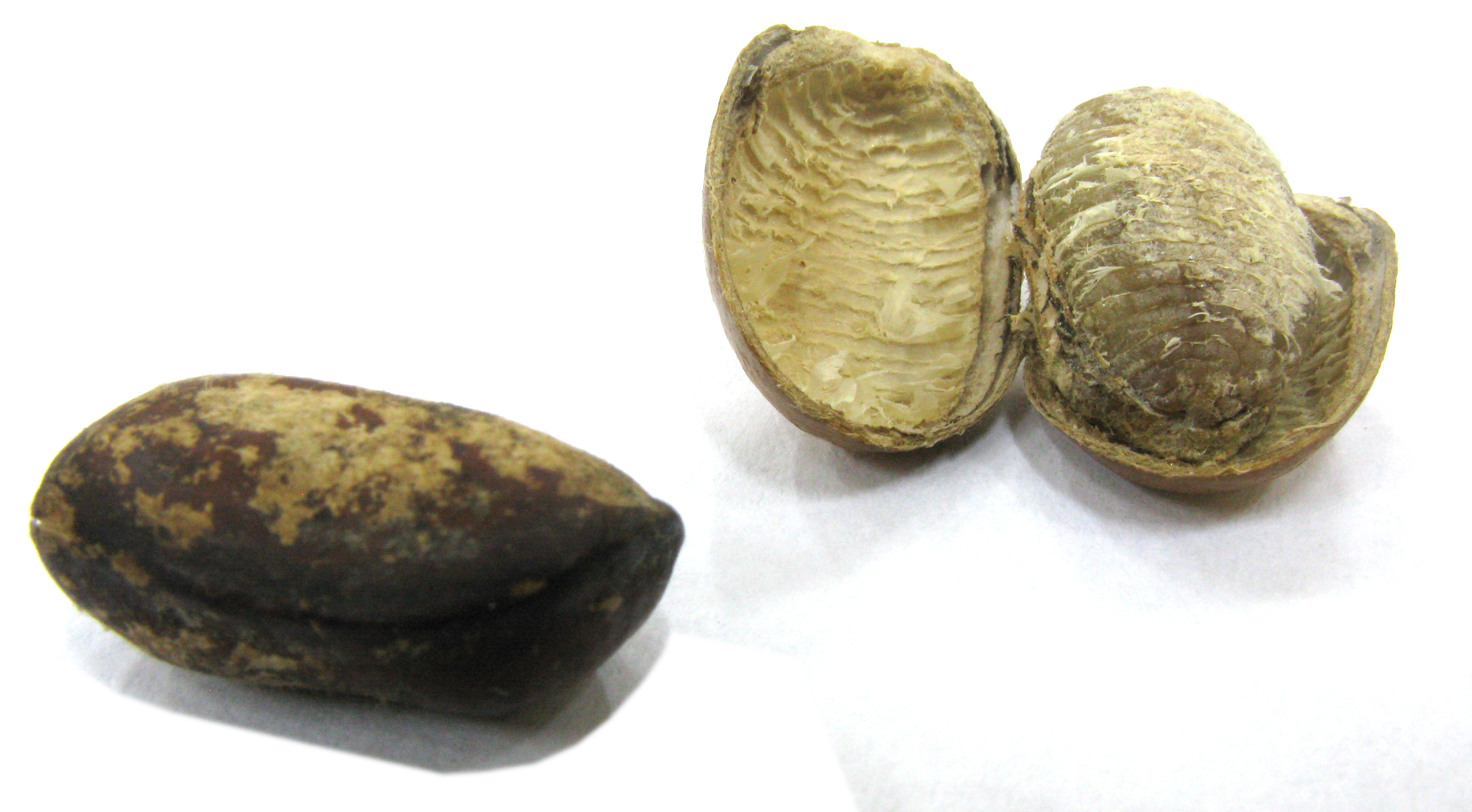
Graines de Monodora myristica.

D'un point de vue économique, les graines constituent la partie de la plante la plus importante. Elles sont utilisées comme épices et remèdes. Elles sont un ingrédient récurrent de la cuisine camerounaise, où elles sont connues sont le nom de pèbè.
En cuisine, les graines font office de substitut de la noix de muscade. Les noix sont d'abord grillées afin de dégager plus d'arômes puis réduites en poudre . Au Nigeria où Monodora myristica est principalement cultivé, la graine est appelée ehuru ou abo-lakoshe.
En médecine traditionnelle centrafricaine, les graines, les racines et l'écorce sont utilisées dans le traitement de nombreuses pathologies: maux de ventre, maux de tête, maux de dents, fièvre, hypertension, diarrhée et parasites intestinaux. L'huile essentielle obtenue par hydrodistillation des graines est connue pour son activité antispasmodique.
Des études menées in vitro ont également mis en évidence les propriétés antioxydantes de Monodora myristica liées à la présence de certains composés phénoliques et flavonoïdes.

## Liste des formes
Selon Catalogue of Life (20 septembre 2017) :
- forme Monodora myristica f. atypica Tisser. & Sillans